# Umberto Nobile
 Umberto Nobile (Lauro, 1885. január 21. – Róma, 1978. július 30.) olasz tábornok, sarkkutató, a léghajózás egyik úttörője.

## Korai évei
Apja hivatalnok volt, ő Nápolyban járt középiskolába és a műegyetemre. 1908-ban szerzett mérnöki diplomát, egy repülő-bemutató hatására kezdett léghajózással foglalkozni. 1911-től tanult egy római repülőtervező iskolában, kötélpályákat is tervezett és épített. Az első világháborúban léghajókat konstruált, 1917-ben az Aeronautikai Tervezőintézet igazgatóhelyettese, a légierő tábornoka s a nápolyi egyetem tanára lett. Részt vett a polgári repülés fejlesztésében, léghajóik iránt több ország érdeklődött. Tervezett ejtőernyőket is, repülőgépek és helikopterek tervezésében is részt vett. 1922-ben meghívták Amerikába, de Mussolini hatalomátvétele hírére hazament, hogy megvédje üzemét a fasisztáktól. Mivel ekkor elkészült "N-1" léghajóját sok kritika érte, letette a pilótavizsgát, s maga vezette azt Olaszországban.

## A sarkvidéken

### ANorgeútja
1924-ben merült fel egy északi-sarki légi expedíció ötlete. A norvég Roald Amundsen egy évvel később két hidroplánnal indult útnak, de csak a 87-ik szélességi fokig jutott. A sarkkutató Oslóban találkozott Nobilével, a következő próbálkozást már az ő átalakított léghajójával tette. A Norge fedélzetén 13 fő szállt fel Rómából 1926. április 10-én.. Az expedíció vezetője Amundsen volt, a léghajó kapitánya Nobile, a támogató pedig Lincoln Ellsworth. Leningrádon át mentek a Spitzbergákra, ahol még hárman csatlakoztak hozzájuk, s 1926. május 11-én indultak el. 17 óra alatt elérték a Sarkot, itt olasz, norvég és amerikai zászlót engedtek a jégre. Újabb 29 óra múlva meglátták Alaszkát, s kimutatták: a vélt Harris-föld nem létezik. Amerika és Európa is ujjongva fogadta a hősöket – Mussolini a pártba is beléptette Nobilét és társait. A diadalutat ízléstelen utózöngék kísérték: Nobile, Amundsen és Ellsworth összevesztek, ki írja meg az útról szóló beszámolót és könyvet, s ki vezette az expedíciót.

### AzItaliaútja
Nobile hiába lett párttag, második útja előtt a fasiszták igyekeztek az előkészületeket akadályozni – számukra Nobile túl vörös volt. 1928-ban mégis újra elindult a 19 ezer köbméteres, hidrogéntöltésű, hárommotoros léghajó, az Italia. A nagyobb teherbírású és lassúbb jármű az egy-kétszemélyes, túl gyors repülőgépnél alkalmasabbnak tűnt a kutatásra. 
Az expedíció baj nélkül érte el a svalbardi Kingsbayt, itt találkoztak Citta di Milano hajójukkal. Első útjuk csak néhány órás volt, másodszor az Északi Föld felé indultak, de nem érték el. E háromnapos úton kiderült: a Ferenc József-föld és a Spitzbergák közt feltételezett Gillis-föld nem létezik.
Harmadszor május 23-án szálltak fel Grönland északi partja felé. A pólust másnap érték el, két órán át keringtek fölötte, de a rossz idő miatt nem ereszkedtek le. A visszaút igen lassúnak bizonyult az erős ellenszél miatt, a ködben nem tudtak tájékozódni, a léghajó ballonja a szél és havazás nyomása miatt több helyen felszakadt, sok gáz elszökött, és végül a jégnek ütköztek. A gondola kettétört, egyik része, kilenc emberrel és sok felszereléssel lezuhant. A másik darab így könnyebb lett, a szél elsodorta és eltűnt, hat utasáról többé semmit sem tudtak meg. Egy olasz, Pomella mérnök a zuhanáskor meghalt, a jégre zuhantak közül többen megsérültek, Nobile lába és karja is eltört. A léghajótöröttek felverték négyszemélyes vörös sátrukat, s rádión küldtek segélykérő jeleket. (Üzenetüket egy hajó fogta, de helyüket nem tudták azonosítani.)
A jégen dél felé sodródtak, öt nap múlva Foyn-szigethez értek, a Spitzbergáktól északkeletre. Itt sikerült egy medvét elejteniük, így legalább friss húshoz jutottak. Hárman közülük a jégen indultak a szigetek felé, őket csak július 10-én fedezte fel egy szovjet repülőgép. A csoport vezetője addigra meghalt, a két túlélő olaszt a Kraszin szovjet jégtörő vette fedélzetére. Időközben, június 3-án egy szovjet amatőr rádiós fogta Nobiléék segélykérését, s 20-án rájuk akadt egy repülő, amely leszállni nem tudott, csak élelmet és ruhákat dobott le. Június 16-án négy szovjet hajó indult megmentésükre, két nappal később felszállt Roald Amundsen is – az ő repülőgépe azonban valószínűleg lezuhant s a norvég felfedező eltűnt. A tábornál 24-én landolt egy svéd repülőgép, de ez csak Nobilét vitte el. Az expedíció öt megmaradt tagját végül a Kraszin-jégtörő vette fedélzetére.
Az Italia balesetéről olasz-szovjet film készült 1968-ban Mihail Kalatozov rendezésében: A jégsziget foglyai.

## Élete az expedíciók után
Mivel Nobilét a legénységet hátrahagyva előbb vitték el, ezért később is sokan támadták, de még 1928 szeptemberében a Mussolini által kijelölt katonai vizsgálat felelősnek találta a tragédiáért, s a bizottság ítélete alapján megfosztották tábornoki rangjától és elbocsátották a hadseregtől. 1929-ben megírta és kiadta védekezését, amely elsősorban némi erkölcsi rehabilitációt hozott, a hivatalos körök továbbra is elzárkóztak személyétől, munkásságától.
1931-ben egy szovjet expedícióban vett részt, a Malinyin nevű orosz jégtörőhajón 1931 júliusában északi-sarki úton volt. Majd 1932-1936 közt a Szovjetunióban tervezett léghajókat. A háború után felülbírálták a döntést, újra az olasz légierő tisztje lett, tanított Nápolyban, s 1946-ban megválasztották az Alkotmányozó Gyűlés tagjának. A vitatott megítélésű sarkkutató 1978. július 30-án Rómában halt meg.

## Magyarul megjelent művei
- Az "Italia" északsarki útja; ford. B. Sikor Magdolna, sajtó alá rend. Benda László; Délmagyarország, Szeged, 1930
- A Pólus, életem kalandja; ford. T. Tedeschi Mária; Gondolat, Bp., 1982 (Világjárók)